# Blaschkoallee (metrostation)
Blaschkoallee is een station van de metro van Berlijn, gelegen onder de gelijknamige straat in het Berlijnse stadsdeel Britz, aan de rand van het Park am Buschkrug. Het metrostation werd geopend op 28 september 1963 en is onderdeel van lijn U7. De Blaschkoallee is genoemd naar de medicus Alfred Blaschko.
In november 1959 begon men bij het toenmalige eindpunt Grenzallee aan de verlenging van lijn CI, de huidige U7, naar de nieuwe woongebieden in Britz en Gropiusstadt. Vier jaar later kwam de 2,9 kilometer lange eerste etappe van deze verlenging, met de stations Blaschkoallee, Parchimer Allee en Britz-Süd in gebruik.

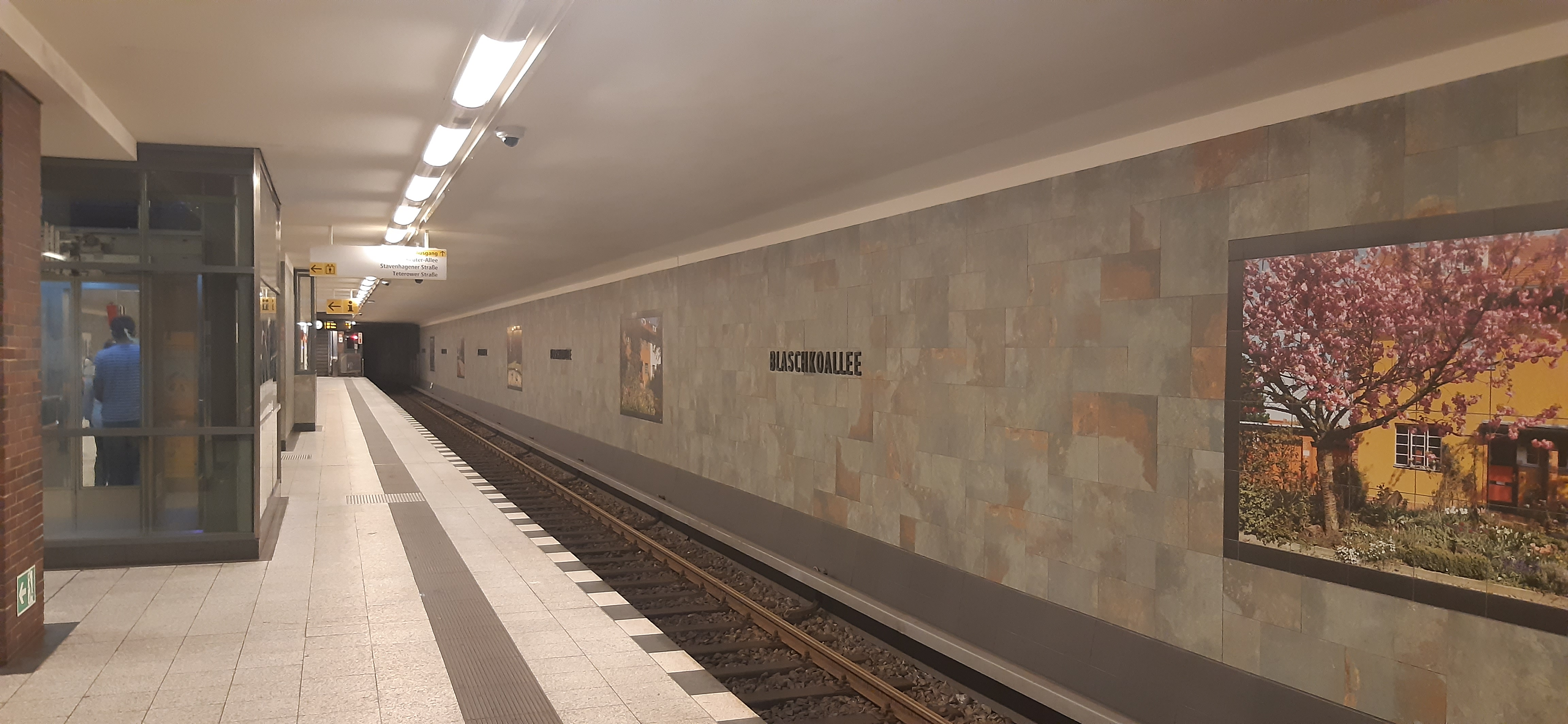
Perron

De stations op dit deel van de lijn onderscheiden zich door een zeer zakelijk, functioneel standaardontwerp zonder opsmuk: een rechthoekige, ondiep gelegen hal met een eilandperron en vierkante steunpilaren. Station Blaschkoallee kreeg een wandbekleding van witte tegels, terwijl de pilaren afgewerkt zijn met bakstenen. Aan beide uiteinden van het station bevindt zich een bakstenen toegangsgebouw met witte luifel. Deze stationshalletjes staan aan weerszijden van de Blaschkoallee: een in het Park am Buschkrug en een langs de Fritz-Reuter-Allee.
Het station is momenteel alleen via trappen en roltrappen te bereiken, maar uiteindelijk moeten alle Berlijnse metrostations van een lift voorzien zijn. Station Blaschkoallee heeft hierbij echter geen hoge prioriteit; volgens het tijdschema van de Berlijnse Senaat zal de inbouw van een lift pas na 2010 plaatsvinden.